# Cronologia da pandemia de gripe A de 2009

Mapa de casos confirmados pelo mundo.
50,000+ casos confirmados
5,000–49,999 casos confirmados
500–4,999 casos confirmados
50–499 casos confirmados
5–49 casos confirmados
1–4 casos confirmados

Mapa de surtos comunitários, Junho de 2009.

Este artigo documenta a cronologia da pandemia de gripe A de 2009. A lista inclui os primeiros anúncios de casos confirmados pelos respectivos países e territórios, suas primeiras mortes (e outros eventos importantes, como seus primeiros casos entre gerações, casos de zoonose e início de campanhas nacionais de vacinação), e sessões relevantes e anúncios da Organização Mundial da Saúde (OMS), da União Européia (e sua agência o Centro Europeu de Prevenção e Controlo das Doenças), e o Centros de Controle e Prevenção de Doenças (CDC).

## Cronologia da Pandemia
- 18 de Março de 2009 - As autoridades mexicanas registram os primeiros casos[1].
- 12 de Abril - Primeira morte, em Oaxaca: uma mulher de 39 anos.
- 16 de Abril - As autoridades mexicanas notificam a Organização Mundial de Saúde (OMS) para a existência de um surto epidémico.
- 24 de Abril - Identificados 900 casos suspeitos no México e 62 mortes suspeitas. Surto estende-se aos Estados Unidos da América.
- 27 de Abril - Primeiros casos detectados na Europa. Generalizam-se as medidas de controle a nível global.
- 28 de Abril - Israel confirma 1º caso de gripe suína no país, tornando-se o primeiro país do oriente médio a confirmar caso de infecção pelo H1N1.
- 29 de Abril - A Organização Mundial de Saúde (OMS) sobe o grau de alerta de 4 para 5, sinal de pandemia iminente.
- 1 de Maio - É registrado o primeiro caso da doença na Dinamarca.
- 3 de Maio - A Colômbia registra o primeiro caso de H1N1 no país, tornando-se o primeiro país da América do Sul a confirmar caso de infecção pela gripe suína.
- 4 de Maio - É confirmado o primeiro caso de infecção em Portugal. Os casos de gripe chegam a 1003 em todo o mundo. 20 países estão atingidos.
- 5 de Maio - Guatemala confirma 1º caso da nova gripe. É anunciada a segunda morte nos Estados Unidos da América, uma mulher do estado do Texas.[2]
- 7 de Maio - 4 primeiros casos da doença são confirmados pelo Ministério da Saúde no Brasil[3] e o 1º caso é confirmado pela Argentina[4].
- 8 de Maio - A ministra da Saúde do Panamá Rosario Turner, confirmou o 1º caso de gripe suína no país. Autoridades de saúde da província de Alberta no Canadá confirmaram a 1ª morte pela gripe A (H1N1) no país, a vítima foi uma mulher de cerca de 30 anos e que não havia viajado para o México[5].
- 9 de Maio - Japão, Noruega e Austrália registram oficialmente seus primeiros casos de contaminação por H1N1. Neste dia, regista-se também a primeira morte na Costa Rica devido à gripe A (H1N1). A Costa Rica torna-se assim o quarto pais a registar casos mortais.[6] Os casos de gripe A H1N1 chegam a 3.440 em todo o mundo.
- 10 de Maio - Os Estados Unidos confirmam a 3ª morte por gripe A (H1N1)[7]. O número de casos de gripe suína saltaram de 3.440 para 4.379 em 29 países, segundo a OMS.
- 11 de Maio - A República Popular da China confirma seu primeiro caso de gripe suina em território continental[8]. O número de mortes confirmadas no México por causa da epidemia de gripe A (H1N1) aumentou de 48 para 56, e de infectados vivos de 1.578 para 2.003, segundo relatório divulgado pelo ministro da Saúde do México, José Ángel Córdova.[9]
- 24 de Maio - Os Emirados Árabes Unidos confirmam 1º caso da "gripe suína"
- 1 de Junho - Egito confirma o primeiro caso da gripe A (H1N1).
- 11 de Junho - A OMS sobe o nível para 6, e é decretada pandemia.[10]
- 12 de Junho - O laboratório suíço Novartis produziu o primeiro lote de uma vacina contra a influenza A (H1N1).[11]

14 de junho-Confirmado em Portugal 3º caso de gripe A num menino de 8 anos que tinha viajado ao Canadá.